# Франкель, Гленн
Гленн Франкель (англ. Glenn Frankel, род. 2 октября 1949 года) — американский журналист и репортёр, бо́льшую часть своей карьеры проработавший в The Washington Post. За свою серию статей о Первой палестинской интифаде был удостоен Пулитцеровской премии 1989 года.

## Биография
Гленн Франкель родился в Нью-Йорке, где окончил Колумбийский университет со степенью бакалавра в 1971 году. Одновременно он начал свою журналистскую карьеру в бергенской редакции Record, но вскоре перевёлся в Richmond Mercury. В 1979 году журналист присоединился к редакции The Washington Post.
1982/83 академический год Франкель провёл в Стэнфордском университете в качестве стипендиата Джона Найта. По окончании курса он получил позицию иностранного репортёра Washington Post, его первым заданием стало освещение событий в Южной Африке. После трёх лет в Хараре Франкель возглавил иерусалимское бюро газеты. С января по декабрь 1988 года он написал более двухсот статей о Первой палестинской интифаде, несмотря на тяжёлые рабочие условия и ограничения со стороны израильских властей. Так, однажды его пресс-полномочия приостановили на месяц из-за нарушений цензуры и раскрытия роли Израиля в убийстве Абу Джихада. В 1989 году работа корреспондента была удостоена Пулитцеровской премии за «искусные и сбалансированные репортажи». К моменту вручения награды Франкель находился в Лондоне, где в течение последующих пяти лет возглавлял местный филиал Washington Post.
В январе 1994 года Франкель занял пост заместителя редактора отдела по национальным сообщениям Washington post, через четыре года — редактора воскресного издания Washington Post Magazine. Под его руководством издание было удостоено Премии Роберта Ф. Кеннеди и Награды журналистского сообщества Сигма, Дельта, Хи. В 2002—2005 годах Гленн Франкель снова возглавил лондонское бюро Washington Post, но вскоре окончательно покинул издание спустя 27 лет службы. За время работы с Washington Post журналист освещал борьбу против апартеида, падение Берлинской стены, политическую кончину Маргарет Тэтчер, трансформацию Европейского Союза и последствия вторжения США в Ирак. В качестве заместителя редактора национальных новостей он курировал освещение теракта в Оклахома-Сити и суд над футболистом О. Джей Симпсоном.
Заняв в начале 2000-х годов позицию посещающего профессора в Стэнфордском университете, Франкель преподавал академическое письмо, новостное дело, журналистику в области прав человека, а также помогал Факультету коммуникаций разработать учебную программу по мультимедийной журналистике и выступал советником в совете Stanford Daily. К 2011 году Франкель возглавил Школу журналистики при Техасском университете в Остине.